# Воскресенье

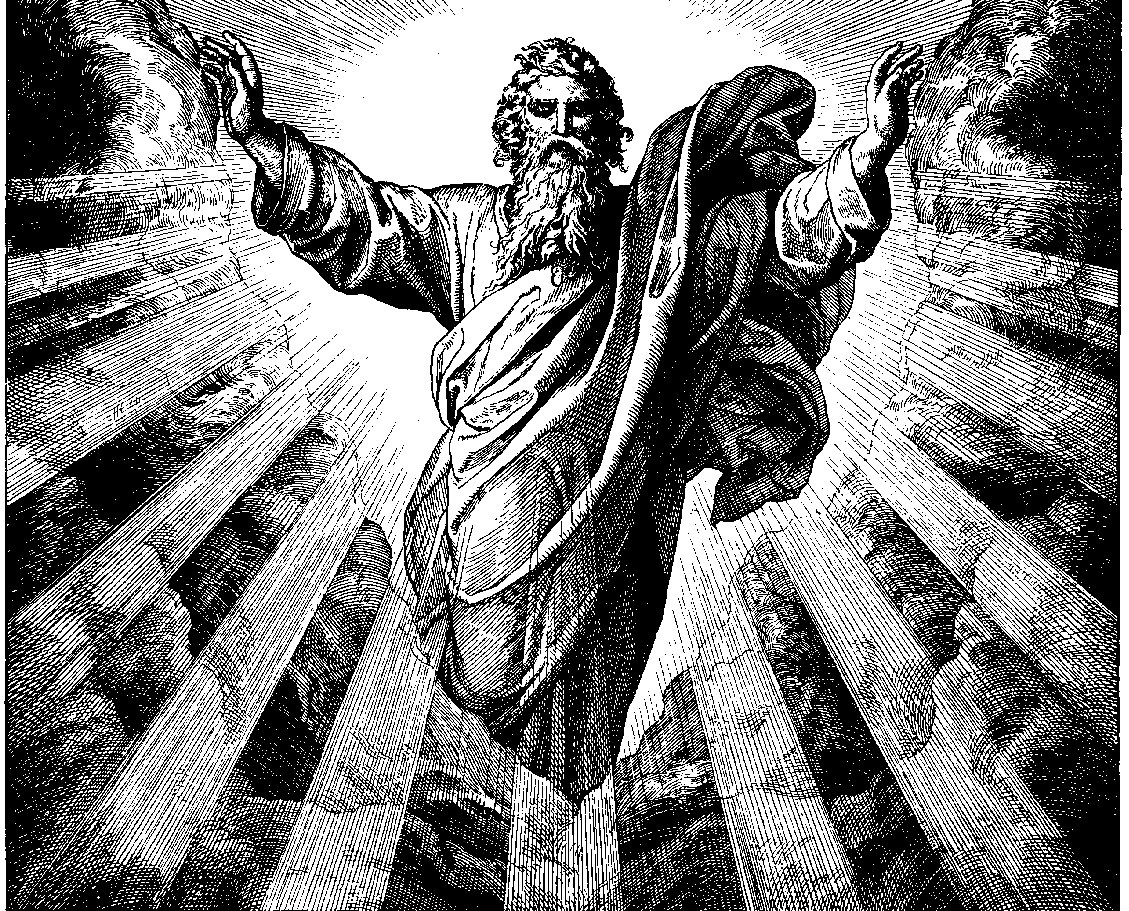
Первый день («воскресенье») Божьего сотворения мира, создание света. Гравюра Юлиуса Шнорра

Воскресе́нье — день недели между субботой и понедельником.

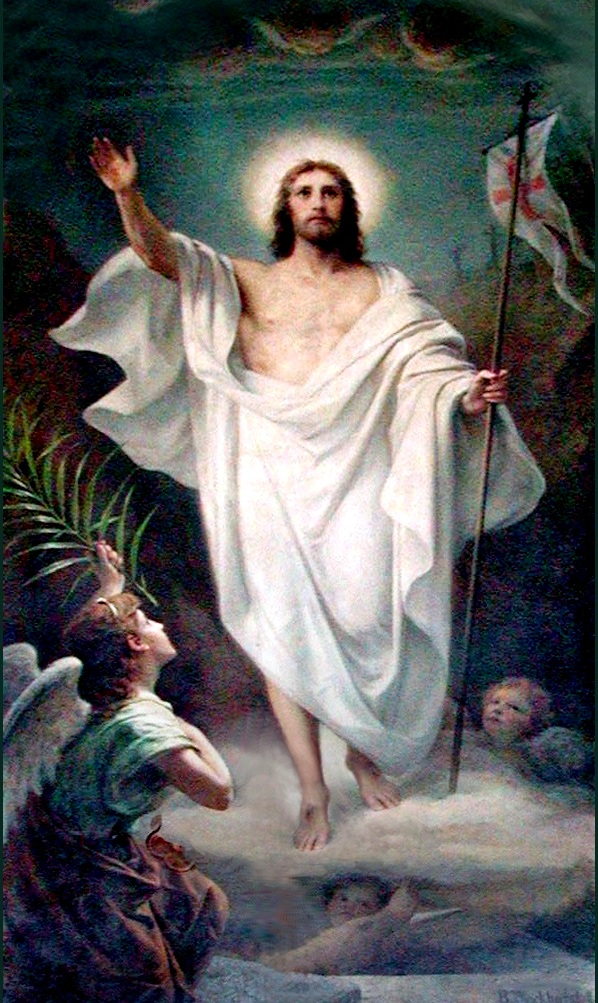
«Воскресение Христово» — центральное событие Евангелия, давшее название дню на русском языке (Бернард Плокгорст)

## Этимология

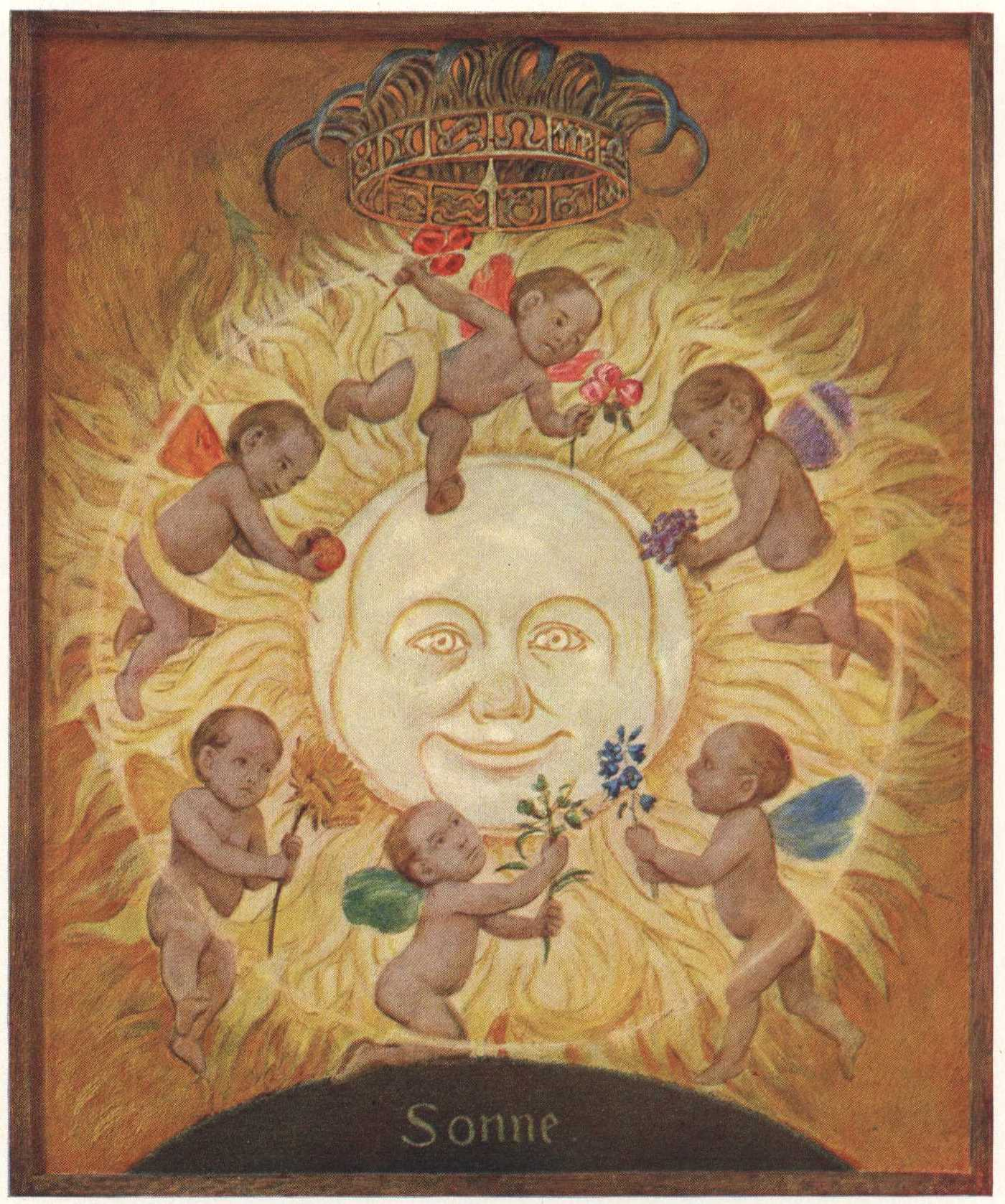
От Солнца (небесного тела и божества) происходит название воскресенья на части языков мира

День недели «воскресенье» назван в честь воскресения Иисуса Христа на третий день после распятия. Слово произошло из старославянского въскрьсениѥ, въскрѣшениѥ и в русский язык пришло через церковнославянский.
По одной версии, слово вошло в русский язык через христианскую традицию и является калькой греческого «ανάστασης», что буквально переводится как «восстановление» или «восстание».
По другой версии, глагол «воскресать» имеет древние корни и происходит от старославянского языческого «крѣсати» или «воскрешать» (производное от «кресѣ» — оживление, здоровье). Близкородственным является слово «кресало»: от «кресати», что означает «ударом сотворять огонь» и лат. creo «создаю, творю, вызываю к жизни», лат. cresco «расту».
Во всех славянских языках, кроме русского, воскресенье называется «неделя» (ст.‑слав. недѣ́ля, пол. niedziela, укр. неділя, бел. нядзеля, чеш. neděle и т. д.), то есть день, когда «не делают», не работают.
В древнерусском языке воскресенье также называлось «неделя», воскресеньем назывался только первый день Пасхи; с XIII века «воскресенье» начало употребляться в современном значении и вытеснять название «неделя», однако и до первой половины XVIII века в России фиксировалось старое словоупотребление «неделя», согласно месяцословам Санкт-Петербурга за 1733 и 1734 года день «неделя» стал называться «воскресенье» на рубеже этих годов.
Старое значение сохранилось в православной церковной терминологии на церковнославянском, например, в сочетании «Фомина неделя».
Помимо этого, в русском языке XI—XVII веков использовалось слово воскресеник.
В романских языках — «день Господний» (итал. Domenica от лат. dies Dominicus).
У многих народов воскресенье было днём, посвящённым Солнцу (богу Солнца). Это было характерно, в частности, для дохристианских верований Египта. В Древнем Риме название воскресенья — dies Solis — «день Солнца» было заимствовано от греков и является калькой древнегреческого heméra helíou. Латинское название в свою очередь перешло к германским племенам.
Английское наименование воскресенья Sunday возникло до 1250 года из слова sunedai, которое в свою очередь происходит от древнеанглийского (до 700 года) Sunnandæg (буквальное значение «день солнца»). Название родственно другим германским языкам, включая древнефризское sunnandei, древнесаксонское sunnundag, средневековое голландское sonnendach (на современном голландском — zondag), древневерхненемецкое sunnun tag (на современном немецком Sonntag), древнеисландское sunnudagr (в современных датском и норвежском — søndag, в шведском — söndag).
В P-кельтском валлийском языке смысловое значение воскресенья как «день солнца» также заимствовано от римлян и звучит как dydd Sul.
В большинстве языков Индии воскресенье именуется — Равивар (от «Рави») или Адитьявар (от «Адитья») — происходящих от эпитетов солнечного божества Сурьи и одного из Адитьи. В Таиланде название дня также получено от «Адитьяй» — Waan Arthit.

## Место воскресенья в календаре
В античном мире существовало несколько разных систем нумерации дней недели, среди которых имелась «астрологическая неделя», установление которой приписывалось Пифагору, и согласно которой воскресенье являлось днём четвёртым, так как орбита Солнца, светила, связанного с воскресеньем, по мнению пифагорейцев, занимала четвёртое место по удалённости от Земли, в свою очередь считавшейся центром вселенной, по схеме: Сатурн-Юпитер-Марс-Солнце-Венера-Меркурий-Луна. Иной была нумерация дней в так называемой «планетарной неделе»: там воскресенье было днём вторым. В митраизме — религии, имевшей своих последователей в Римской империи, — последним, седьмым днём недели. Древние римляне традиционно использовали восьмидневный недельный цикл, связанный с рынком, но во времена Октавиана Августа в употребление также вошла семидневная неделя. Эти два цикла применялись параллельно, по меньшей мере ещё в середине IV века, когда жил составитель Хронографа 354 года. Воскресенье считалось священным днём в митраизме.
Согласно иудейскому и христианскому календарю, основанному на Библии, воскресенье считается первым днём недели, следующим за «днём седьмым», субботой (Исх. 20:10). В Римской империи первый христианский император Константин в 321 г. назначил воскресенье первым днём недели и днём отдыха и поклонения.
В результате во многих языках отражён статус воскресенья как «дня первого». В греческом названия дней понедельника, вторника, среды, и четверга — Δευτέρα, Τρίτη, Τετάρτη и Πέμπτη соответственно и означают «второй», «третий», «четвёртый» и «пятый». Это предполагает, что день воскресный когда-то считался как Πρώτη, то есть «начало». Современное греческое название воскресенья — Κυριακή (Кирьяки), означает «День Господень», от слова Κύριος (Кириос) — «Господь».
Сходно именуются дни недели во вьетнамском языке: «thứ Hai» (понедельник — «второй день»), «thứ Ba» (третий день), «thứ Tư» (четвёртый день), «thứ Năm» (пятый день), «thứ Sáu» (шестой день), «thứ Bảy» (седьмой день). Воскресенье называют «Chủ Nhật», что является искажённой формой «Chúa Nhật» и означает «День Бога». В устной традиции на юге Вьетнама и в церкви используется старая, первоначальная форма слова.
Та же схема для обозначения дней недели применяется в португальском (взятом из церковной латыни). Понедельник — «segunda-feira», что означает «второй день» (и т. д.), воскресенье («domingo») — «День Господень» — отсчитывается в данной цепочке как первый день.
В мальтийском воскресенье называют «Il-Ħadd» (от «wieħed»), что означает «один». Понедельник — «It-Tnejn» — «два», вторник — «It-Tlieta» (три), среда — «L-Erbgħa» (четыре), четверг — «Il-Ħamis» (пять).
На армянском понедельник (Erkushabti) буквально означает «второй день», вторник (Erekshabti) — «третий день», среда (Chorekshabti) — «четвёртый день», четверг (Hingshabti) — «пятый день», аналогично с таджикского языка слово якшанбе буквально переводится как «один (день) от субботы».
В наше время в странах Европы воскресенье считается последним днём недели. Согласно международному стандарту ISO 8601, первым днём недели является понедельник, а воскресенье — последним. Первым днём недели оно официально продолжает оставаться в США, Израиле, Канаде, некоторых африканских странах. В СССР с 27 июня 1940 года воскресенье считалось последним днём недели. В ряде европейских языков (в славянских, немецком, финском, исландском) название дня недели среда переводится как «середина недели», что может указывать на то, что изначально среда была 4-м днём недели, а не 3-м, как в настоящее время в европейских странах.
В программировании воскресенье, в соответствии со стандартом ISO 8601, чаще всего имеет седьмой порядковый номер дня недели, однако есть исключения: например, в языке формул Microsoft Excel воскресенье по умолчанию имеет первый порядковый номер.
По григорианскому календарю первый год столетия не начинается с воскресенья вплоть до 5000 года. По еврейскому календарю год вообще не может начинаться с воскресенья. Если месяц начинается с воскресенья, то тринадцатое число в нём приходится на пятницу.
В странах Азии воскресенье обозначается днём Солнца: в Китае (星期日), Японии (日曜日), Корее (일요일/日曜日). В данных странах дням недели некогда были даны названия планет из-за астрономического цикла смены планет, воскресенью соответствует Солнце. В Китае другим названием для воскресенья служит «день богослужения» (礼拜天/禮拜天 или 礼拜日/禮拜日).

## История воскресной традиции в христианстве

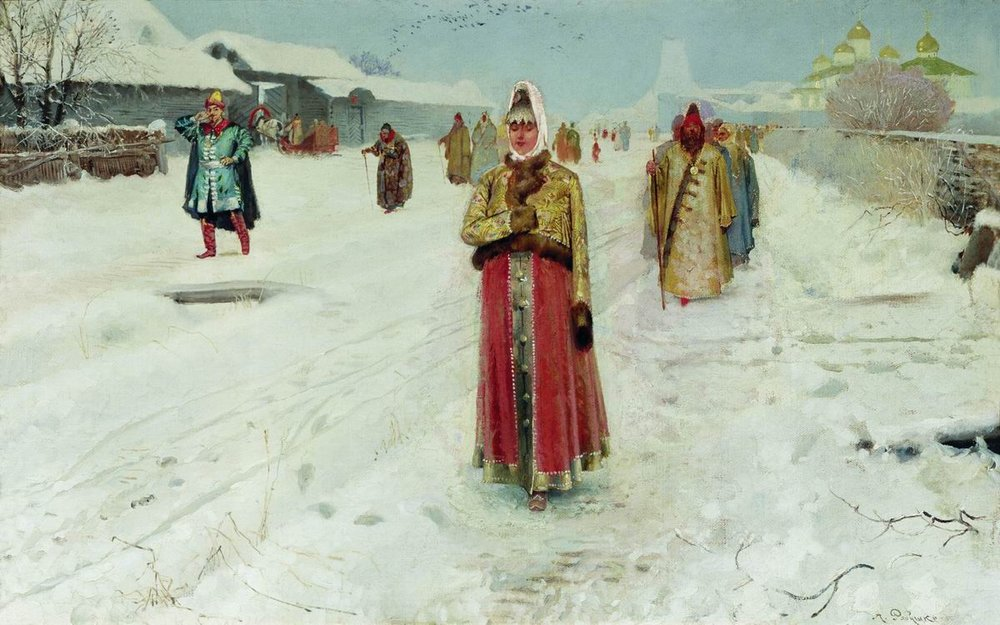
А. П. Рябушкин. Воскресный день. 1889. Холст, масло. 38,8 × 60,7 см. Новгородский музей-заповедник, Великий Новгород, Новгородская область.

Согласно Евангелию, в первый (или в восьмой) день недели произошли важнейшие события в священной истории:
1. Торжественный Вход Господень в Иерусалим,
2. Воскресение Христово (Пасха),
3. Схождение Святого Духа на Апостолов — День рождения Христианской Церкви.

Поэтому уже первые христиане свой праздничный день перенесли с ветхозаветной субботы на первый (восьмой) день, который стали называть «Воскресе́нье», или «День Госпо́день». В этот день христиане стали регулярно собираться для совместного благодарения Бога и преломления хлеба. Воскресенье считалось не заменой субботы, а «Днём Восьмым» — новым праздником, стоящим вне времени, точкой отсчёта обновлённой вечной жизни во Христе. Повседневный труд в этой интерпретации отменялся в воскресенье не для покоя, а для участия в богослужении, помощи ближним и подвигов благочестия. Апостол Павел советует христианам после общей молитвы и трапезы в «первый день» недели (1Кор. 16:2), собирать пожертвования на общинные нужды. «Восьмым днём» воскресенье называется уже в «Послании Варнавы» (15:8-9), датируемым около 130—135 года. Во II веке «κυριακὴ ἡμέρα» («день Господень») является обычным наименованием воскресенья.
7 марта 321 года Константин I, первый христианский император Рима, издал декрет о признании в Римской империи воскресенья днём отдыха, правда земледельцы по необходимости могли в этот день работать в поле и винограднике. В 337 году принят закон об обязательном участии солдат-христиан в воскресной литургии. Эдикт 386 года запретил в воскресенье судопроизводство и торговлю. Церковные авторы IV—V вв. объясняли воскресный отдых святостью дня, 31-е правило III Орлеанского Собора (538) и 1-е правило II Маконского Собора (585) также подтвердило святость воскресного дня. Эти решения легли в основание официальной позиции Римско-католической церкви, так что в католических катехизисах 4-я заповедь Декалога обыкновенно передаётся с заменой слова «суббота» на «воскресенье». Лев III Исавр (717—749 гг.) также стремился перенести на христианское воскресенье весь ригоризм еврейской субботы.
В православной церкви суббота отчасти сохранила статус особого дня в богослужении, но субботний покой не соблюдается. Воскресенье считается днём радости, и поэтому церковные каноны запрещают в этот день строгий пост, глубокий траур и молитву на коленях. Вопрос о недопустимости совершения по воскресеньям заупокойных (субботних) служб явился одной из главных причин для появления в XVIII веке на Афоне движения колливадов.

## Религиозное соблюдение

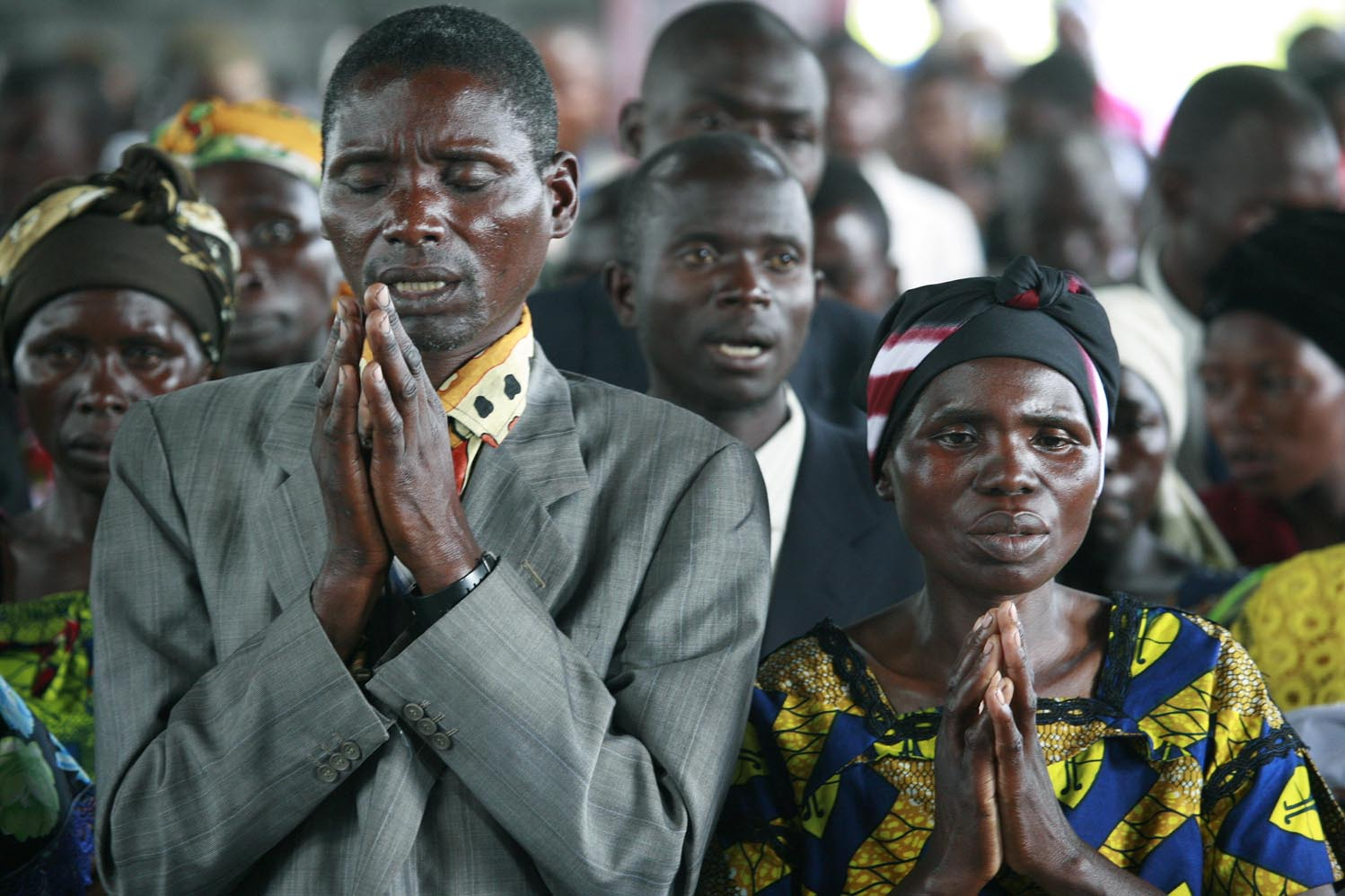
Воскресная христианская молитва (Конго)

В христианских странах воскресный день считается праздником — днём, когда верующие посещают церковь. Во многих христианских конфессиях в этот день христианам нельзя работать или же работа считается нежелательной. Это обосновывается четвёртой заповедью, данной Богом Моисею в числе других Десяти заповедей:
шесть дней работай и делай [в них] всякие дела твои, а день седьмой — суббота Господу, Богу твоему: не делай в оный никакого дела ни ты, ни сын твой, ни дочь твоя, ни раб твой, ни рабыня твоя, ни [вол твой, ни осел твой, ни всякий] скот твой, ни пришлец, который в жилищах твоих; ибо в шесть дней создал Господь небо и землю, море и все, что в них, а в день седьмой почил (Исх. 20:9-11)
Римско-католическая церковь вкладывает так мало в различие между «шаббатом» (субботой) и Божьим днём (воскресеньем), что многие католики (по крайней мере в разговорной речи) следуют протестантской практике называть воскресенье «шаббатом». Согласно концепции Католической церкви, воскресенье для христиан полностью заменило иудейскую субботу в качестве «Дня Господня». Данная концепция основана на авторитете Церкви, о чём говорит, например, Фома Аквинский: «В новом законе соблюдение дня Господня заняло место соблюдения субботы не по заповеди, но по церковному установлению и принятому у христиан обычаю». В некоторых консервативных христианских семьях стран Запада в воскресенье считается грехом работать самому или делать что-либо, требующее чьей-то иной работы (например, покупать товары). Исключение составляет только деятельность служб, обеспечивающих поддержание постоянной жизнедеятельности — жилищно-коммунальных служб, больниц. Христианский взгляд на воскресный отдых закрепился в слове для обозначения воскресенья в чешском, польском, словенском, хорватском, сербском, украинском и белорусском («neděle», «niedziela», «nedelja», «недеља», «неділя» и «нядзеля» соответственно — все означают день покоя, «ничегонеделанья»).

### Воскресное православное богослужение
Согласно христианской традиции, берущей начало в особенностях еврейского календаря, «воскресный день» начинается с вечера субботы и через сутки оканчивается с закатом солнца в воскресенье вечером. Православное богослужение «недели» (воскресного дня) всегда имеет Всенощное бдение, на котором может не быть паремий и величания неподвижному празднику, но, обычно возглашается великий прокимен «Госпо́дь воцари́ся, в ле́поту облече́ся.» (Пс. 92) с тремя стихами, поётся стихира храма на литии, а также: «Богородице Дево радуйся…» (трижды), тропари по непорочных, ипакои и антифоны гласа, воскресный прокимен с Евангелием, «Воскресение Христово видевше…», воскресный и крестовоскресный каноны, «Свят Госпо́дь Бог наш.», евангельский ексапостиларий с утренней стихирой. Воскресные песнопения, начиная с первого гласа, появляются на Пасхальных богослужениях в Триоди, но полностью все они собраны в Октоихе. Почти в любое воскресение могут использоваться богослужебные тексты и неподвижных праздников, содержащиеся в Минее.

### Особые воскресные дни пасхального цикла
- Неделя о мытаре и фарисее;
- Неделя о блудном сыне;
- Неделя о Страшном суде;
- Прощёное воскресенье;
- Неделя 1-я Великого поста: Торжество православия. Переходящее празднование Кипрской иконы Божией Матери, в с. Стромынь Московской области;
- Неделя 2-я Великого поста: Память Григория Паламы. Собор всех преподобных отцов Киево-Печерских;
- Неделя крестопоклонная;
- Неделя Иоанна Лествичника;
- Неделя Марии Египетской;
- Вход Господень в Иерусалим;
- Пасха;
- Антипасха;
- Неделя 3-я по Пасхе (Жен мироносиц). Благоверной Тамары, царицы Грузинской (1209—1213);
- Неделя о расслабленном — 4-я по Пасхе: Праведной Тавифы Иоппийской (I век), а также перенесение мощей мученика Авраамия Болгарского (1230);
- Неделя о самаряны́не;
- Неделя о слепом;
- Неделя 7-я по Пасхе: Память святых отцов Первого Вселенского собора, а также Челнской и Псково-Печерской («Умиление») икон Божией Матери;
- День Святой Троицы (Пятидесятница);
- Неделя Всех святых. Икон Божией Матери «Умягчение злых сердец» и «Нерушимая Стена»;
- Неделя 2-я по Пятидесятнице: Собор всех святых, в земле Русской просиявших, а также Всех преподобных и богоносных отцов, во Святой Горе Афонской просиявших;
- Неделя 3-я по Пятидесятнице: Собор Новгородских святых, Собор Белорусских святых, Собор Псковских святых, Собор Санкт-Петербургских святых, Вологодских преподобных;
- Неделя 4-я по Пятидесятнице: Собор преподобных отцов Псково-Печерских, Собор Ивановских святых.

### Календарные воскресные праздники
- Неделя перед Воздвижением;
- Неделя по Воздвижении;
- Память святых отцов седьмого Вселенского собора 11 (24) октября — если воскресный день, или в ближайшее воскресенье[37];
- Неделя святых праотец;
- Неделя святых отец;
- Неделя святых богоотец;
- Неделя перед Богоявлением;
- Неделя по Просвещении;
- Собор святых новомучеников и исповедников Церкви Русской 25 января (7 февраля) — если воскресный день, или ближайший воскресный день к этой дате[38];
- Собор святых Пермской митрополии. Первое воскресенье после 29 января (11 февраля) — дня памяти Пермских святителей Герасима, Питирима и Ионы[39];
- Собор мучеников Холмских и Подляшских. 19 мая (1 июня) — если воскресный день, или 1-е воскресенье после этой даты;
- Коробейниковской-Казанской иконы Божией Матери. 1-е воскресенье после 18 июня (1 июля);
- Преподобномучеников Неофита, Ионы, Неофита, Ионы и Парфения Липсийских. Переходящее празднование в воскресенье после 27 июня (10 июля)[40][41];
- 1-е воскресенье после 29 июня (12 июля): Святителя Арсения, епископа Тверского, собор Тверских святых, а также преподобных Тихона, Василия и Никона Соколовских (XVI век);
- Память святых отцов шести Вселенских соборов — ближайшее воскресение к 16 июля (29 июля);
- Собор Смоленских святых — в воскресенье перед 28 июля (10 августа)[42].

## Становление воскресного трудового законодательства

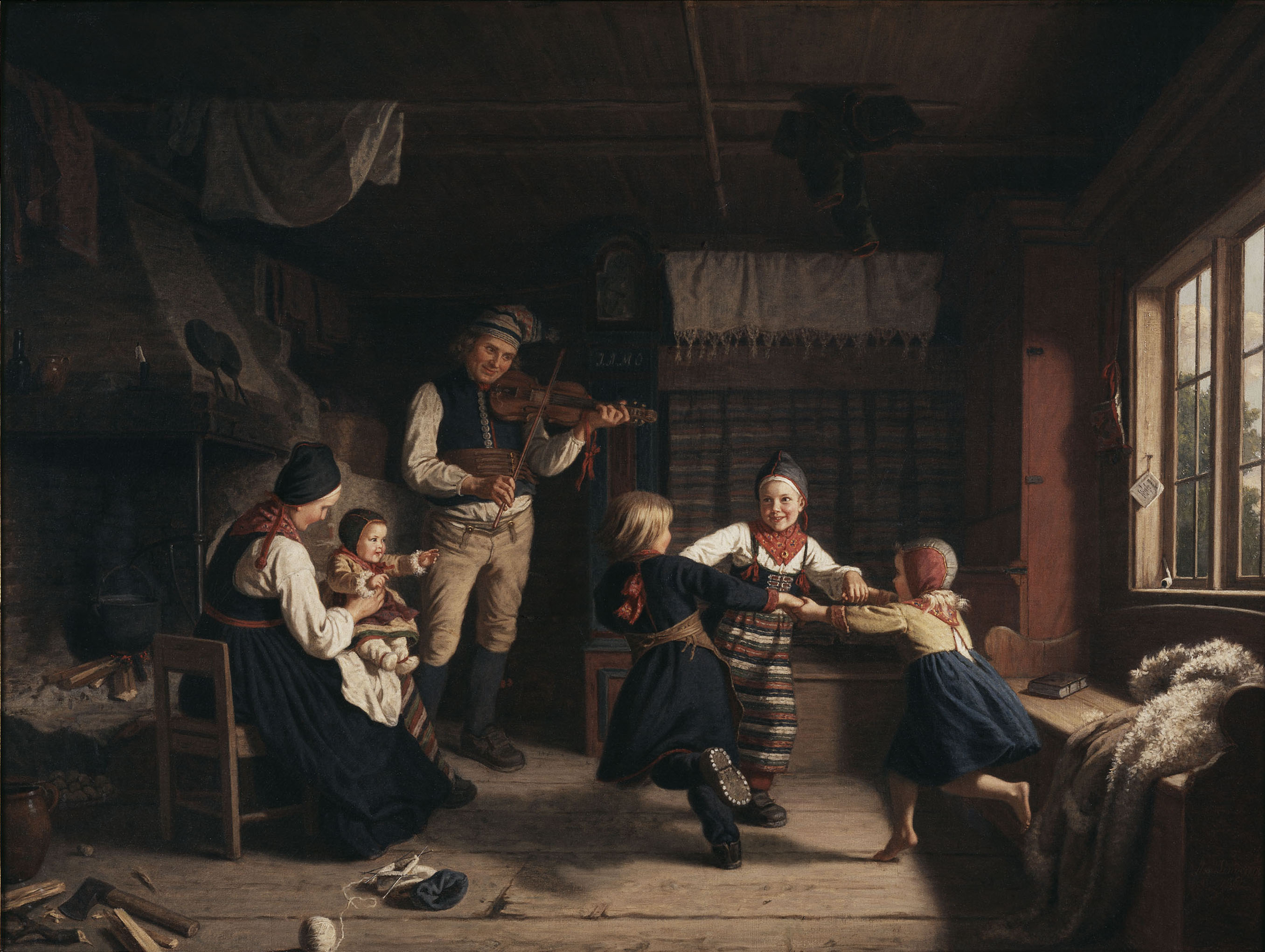
Воскресный вечер в сельском доме (Амалия Линдегрен), Швеция, 1860 г.

Вавилоняне, по-видимому, первыми официально ввели семидневную неделю с одним днём покоя, который население должно было посвящать исполнению своих религиозных обязанностей и физическому покою. В Моисеевом законодательстве приводятся точные постановления о дне субботнего покоя. Сохранив деление недели на 7 дней, ортодоксальное христианство перенесло день покоя с субботы на воскресенье. 
В Средние века в Европе и на Руси повод к нарушению воскресного отдыха дают повсеместно устанавливающиеся крепостнические отношения. Как европейские, так и российское законодательство, наряду с развитием этих отношений, начинают поневоле обращать внимание на вопрос о дне отдыха. Запрещение пользоваться трудом крепостных по воскресеньям встречается в России уже в XVII веке. В 1699 году князь Оболенский был посажен в тюрьму за принуждение своих крестьян работать по воскресеньям. Запрещение работать на казённых и частных фабриках находим и в адмиралтейств-регламенте (1722 год). 21 сентября (2 октября) 1741 года в регламенте, относящемся к суконным фабрикам, постановлено, что работы должны оканчиваться в субботу в 12 часов дня и совсем прекращаться по воскресеньям. В 1744 году мануфактур-контора, по жалобе рабочих писчебумажных фабрик, постановила, что по праздникам вообще и в субботу за три часа до вечера работа должна прекращаться, за исключением тех случаев, если бумага изготовляется для присутственных мест или для выделки ассигнаций. Запрещение употреблять крепостных на работы по воскресеньям было подтверждено Павлом I и его преемниками. В 1818 году дошло до сведения государя, что многие помещики употребляют своих крестьян на работу по воскресным дням. По этому поводу состоялось распоряжение, которым предписывалось, чтобы духовные лица доносили о подобных злоупотреблениях министру внутренних дел, который доводил о том до сведения комитета министров. Скоро, впрочем, с духовенства была снята эта обязанность, а надзор за соблюдением запрещения поручен губернскому начальству. В томе IX Свода Законов издания 1857 года это запрещение составляло статью 1046.
Нечто аналогичное было и на Западе. Интересы городских рабочих охранялись в этом отношении средневековым цеховым устройством. Но, начиная с конца XVIII века, когда все больше и больше распространяется теория полного невмешательства государственной власти в отношения между работодателями и рабочими, рабочие приобрели личную независимость и попали в кабалу экономическую, что выразилось необыкновенным обременением их работой не только в непраздничные дни, но и по воскресеньям. Употребление рабочих сил зачастую стало совершаться в прямой ущерб физической и умственной силе, нравственности и семейному союзу. Законодательство снова вступилось за рабочих, и одной из задач его являлось стремление обеспечить рабочим воскресный отдых. Противники ограничения так называемой свободы труда пытались утверждать, что прекращение промышленной работы по воскресеньям должно уменьшить народное богатство. Этот аргумент был признан совершенно неосновательным, так как, во-первых, цель производительной деятельности не есть накопление богатства, а общее благосостояние населения, подрываемое воскресным трудом; во-вторых, вполне доказано, что с установлением отдыха возрастают энергия, внимание и интерес к труду. Ещё Маколей сделал следующее замечание о воскресном отдыхе: «Этот день не потерян для народа. Когда все промышленные занятия оставлены, когда плуг лежит в своей борозде, когда дым не клубится над фабричными трубами, в это время совершается важнейшая из операций в деятельности, направленной на производство богатства: чинится машина из машин, та машина, без которой ничтожны все изобретения Ватта и Аркрайта — человек». Целый ряд обществ в Западной Европе и в Америке, возник специально для того, чтобы отстоять рабочим классам воскресный отдых. Одно из таких обществ образовалось в 1861 году в Женеве и имело свои отделения во многих государствах Европы и Америки. 22 и 23 декабря 1886 года депутаты от различных стран съехались в Брюссель и обсуждали вопрос с трёх точек зрения: с общей, церковной и промышленно-технической. Конференция пришла к выводу, что следует признать важное значение воскресного отдыха с социальной, санитарной и нравственно-религиозной точки зрения, как для отдельных лиц, так и для целого государства. Докладчик Серезоль из Веве доказывал, что воскресный отдых есть не только физическая и нравственная необходимость, но и право каждого. Конференция высказалась в том смысле, что воскресный день наиболее удобен как день для отдыха, и для рабочих, и для предпринимателей, и что в большинстве отраслей промышленности установление дня покоя вполне возможно; когда нет возможности устроить день отдыха в воскресенье, для этого нужно избрать другой день недели; необходимо также установить, чтобы расчёты с рабочими отнюдь не происходили в субботу и воскресенье. Относительно почтово-телеграфной службы были высказаны следующие пожелания:
- ограничить в воскресенье одним разом или двумя в день выемку и разборку писем и уменьшить продолжительность службы почтальонов;
- прекратить всякие выдачи, за исключением уплаты почтовых ассигновок и выдачи постпакетов;
- ограничить в небольших городах телеграфную службу несколькими часами в день;
- установить, что каждый почтово-телеграфный служащий, кто бы он ни был — чиновник или простой рабочий, имеет право в течение месяца на отдых в течение 2-х полных воскресений и 2-х полных других дней в непраздничное время[29].

Относительно железнодорожного движения пожелания сводились к следующему:
- по воскресеньям прекращаются работы во всех мастерских и по всем новым сооружениям, кроме не терпящих отлагательства;
- приём и выдача грузов, а также службы товарной тяги должны быть доведены до минимума;
- число служащих должно быть доведено до такого размера, чтобы появилась возможность давать воскресный отпуск по очереди[29].

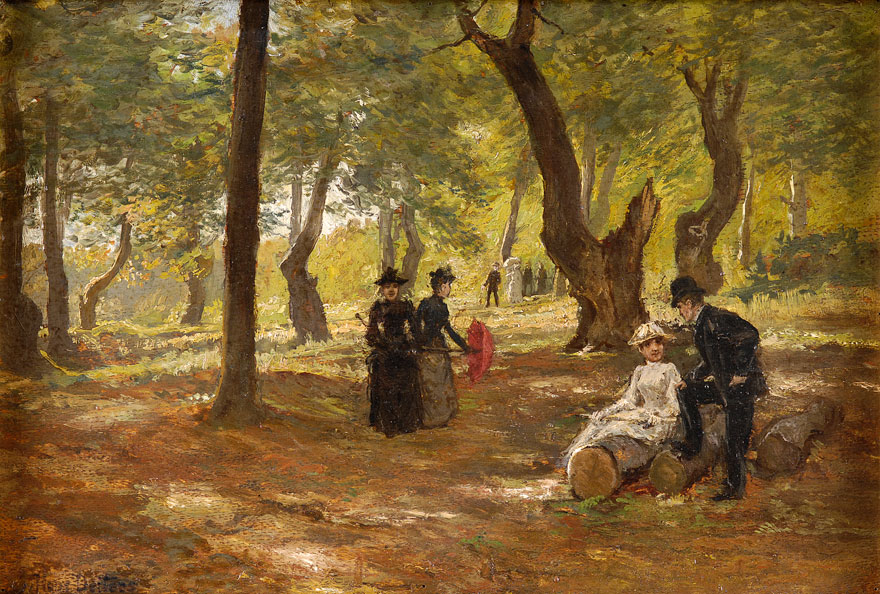
Воскресная прогулка (Генрих Дейтерс, 1840—1916), Германия

Вопрос о воскресном отдыхе к концу XIX века настолько назрел, что берлинская рабочая международная конференция 1890 года выбрала для обсуждения этого предмета особую комиссию, которая состояла из представителей Германии, Австрии, Венгрии, Бельгии, Дании, Франции, Великобритании, Италии, Люксембурга, Нидерландов, Португалии, Швейцарии и Швеции. Доклад комиссии рассматривался в пяти заседаниях, под председательством архиепископа доктора Коппа. Комиссия пришла к следующим результатам:
1. Желательно, чтобы за необходимыми исключениями и отсрочками в каждой стране один день отдыха в неделю предоставлялся как лицам покровительствуемого возраста, так и всем взрослым рабочим, занятым в промышленной деятельности, и чтобы таким днём было воскресенье.
2. Исключения могут быть допущены для тех промыслов, которые или по техническим причинам требуют непрерывности в производстве, или же доставляют предметы необходимости, производство которых должно совершаться ежедневно, а также по отношению к тем промыслам, которые по самой своей природе могут совершаться только в определённое время года или зависят от неправильного действия сил природы. Желательно во всяком случае, чтобы рабочий, занятый в одном из этих промыслов, имел одно свободное воскресенье из двух.
3. Желательно, чтобы для решения вопроса с однообразной точки зрения законоположения эти были установлены путём соглашения правительств[29].

С наибольшей строгостью соблюдался воскресный день в викторианской Англии, где в воскресные дни нельзя было ни отправить письма, ни получить его и где приезжий в конце XIX века рисковал остаться голодным, потому что, кроме кабаков, все рестораны и съестные лавки были закрыты. В Англии воскресный труд был совершенно воспрещён, за исключением случаев благотворения и не терпящих отлагательства. В основании всего фабричного законодательства лежит фабричный акт 1878 года, который несколько расширял понятие воскресного отдыха, распространяя его на некоторую часть субботнего дня. По отношению к подросткам и женщинам период занятий по субботам на фабриках, обрабатывающих волокнистые вещества, не должен был продолжаться долее 1,5 часов дня. Время работы детей по субботам на тех же фабриках должно быть то же, как и для подростков; но ребёнок не мог быть употребляем на работы две субботы подряд и вообще в субботу той недели, когда он в какой-либо другой день был занят более пяти с половиной часов. Период занятий на фабриках, обрабатывающих не волокнистые вещества, был несколько больше: он оканчивается обыкновенно в четыре часа дня. Дети по субботам не должны быть заняты работой раньше первого часа пополудни, если в какой-нибудь другой день недели они были заняты раньше этого часа или позже первого часа, если в другой день той же недели они были заняты после этого часа. Чтобы занятие какой-либо работой по воскресеньям детей, подростков и женщин, принадлежащих к иудейскому вероисповеданию, не влекло за собой никакого штрафа, требовалось:
- чтобы владелец фабрики или мастерской сам принадлежал к иудейскому вероисповеданию;
- чтобы фабрика или мастерская была заперта в субботу и не была открываема для торговых сделок в воскресенье;
- чтобы владелец не пользовался исключением, дающим право занимать подростков и женщин по субботам вечером или в добавочный час в какой-нибудь иной день недели[29].

Русское законодательство в XIX веке не содержало в себе общего воспрещения воскресной работы, а потому в особенности на фабриках, в горном, рудокопном и торговом деле воскресная работа не была редкостью. Имелись, впрочем, некоторые разрозненные постановления по этому поводу в разных отделах российского Свода Законов. Так, Городское положение (статья 2050 тома II, часть I, издание 1887 года) давало думам право издавать обязательные постановления о времени открытия и закрытия торговых и промышленных заведений в воскресные и праздничные дни. В «Уставе о промышленности» имелись постановления о работе ремесленников и малолетних рабочих; статья 152 «Ремесленного устава» гласила: «ремесленных дней в неделе шесть; в день же воскресный и дни двунадесятых праздников ремесленники не должны работать без необходимой нужды». Мастерам-евреям дозволялось работать и в эти дни, но с тем условием, чтобы отнюдь не употребляли для этого подмастерьев и учеников из христиан. Мастера же из христиан не должны принуждать к работам подмастерьев и учеников из евреев в те дни, когда последним, по их закону, работать не дозволяется, но они, вместо того, могли употреблять евреев в работы по христианским праздникам и воскресеньям. На основании того же Устава евреи-мастера, получившие от ремесленной управы разрешение держать малолетних учеников из христиан, должны были отправлять этих учеников по воскресеньям в церковь: наблюдение за этим возлагалось на особенную обязанность ремесленных голов (статья 112). Все эти постановления, однако, почти не исполнялись на практике. В 1882 году в губерниях постоянной оседлости евреев, им было воспрещено производить торговлю в воскресные дни и двунадесятые праздники. Законом 1 (13) июня 1882 года работа по воскресным и высокоторжественным дням для малолетних до 15 лет воспрещалась; тем же законом учреждалась фабричная инспекция, долженствующая наблюдать за выполнением законов о работах на фабриках. По закону 24 февраля (8 марта) 1890 года абсолютное воспрещение получило условный характер. Главному фабричному инспектору предоставлялось разрешать, по представлениям местных чинов фабричной инспекции, работу малолетних, в возрасте от 12 и до 15 лет, в те воскресные и «высокоторжественные» дни, в которые на фабрике, заводе или мануфактуре производятся работы взрослыми рабочими. Тот же закон 1890 года временно, на три года, распространял правила о работе и обучении малолетних (а следовательно, и воскресной работе) также на те ремесленные заведения, к которым применение их будет признано полезным. Нарушители закона подлежали аресту не свыше месяца или денежному взысканию не свыше ста рублей. Положение о найме на сельские работы 11 (23) июня 1886 года не предусматривало вопроса о воскресном труде.
Официально воскресенье объявили нерабочим днем в Российской империи лишь 14 июля 1897 года, когда император Николай II указом запретил работать фабрикам и другим предприятиям по воскресеньям и в праздничные дни из православного календаря. При этом работодатели могли договориться с рабочими, чтобы они вышли работать в воскресенье, а взамен отдыхали в другой день.

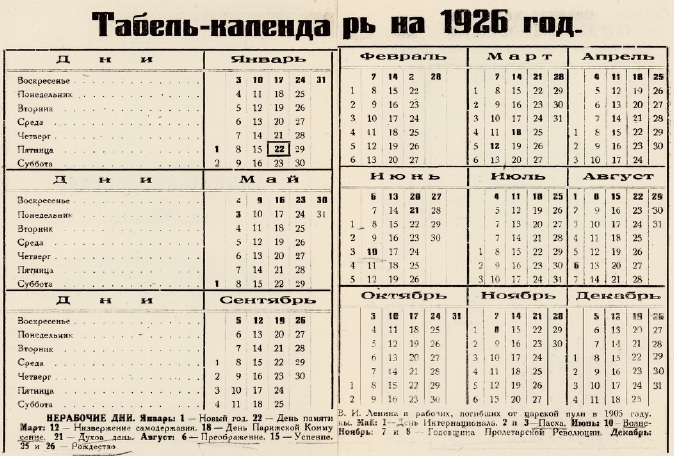
Советский табель-календарь на 1926 год. Выходные и праздничные дни выделены жирным.

Одним из первых декретов советской власти после Октябрьской революции был декрет о восьмичасовом рабочем дне, по которому рабочая неделя не превышала 48 часов (6 дней).
В 1918 году был принят Кодекс законов о труде. В нём упоминалось об обязательном «еженедельном отдыхе», о праздниках и об «особых днях отдыха», но не говорилось, что это — воскресенье и религиозные праздники.
В 1930 году в СССР была повсеместно введена «непрерывная рабочая неделя», четырёхдневная рабочая неделя с пятым выходным днём, индивидуальным для каждого рабочего, общие выходные дни, кроме пяти праздников, отменялись.
В связи с падением производства 1 сентября 1931 года установлена общая шестидневная неделя с пятью рабочими днями и выходными 6, 12, 18, 24 и 30 числа каждого месяца. Вместо выходного дня в конце февраля предоставлялся выходной день 1 марта.
26 июня 1940 года Президиум Верховного Совета СССР издал указ «О переходе на восьмичасовой рабочий день, на семидневную рабочую неделю и о запрещении самовольного ухода рабочих и служащих с предприятий и учреждений», в котором, в частности, писалось: «Перевести во всех государственных, кооперативных и общественных предприятиях и учреждениях работу с шестидневки на семидневную неделю, считая седьмой день недели — воскресенье — днем отдыха». 7 марта 1967 года было принято постановление ЦК КПСС, Совета Министров СССР и ВЦСПС «О переводе рабочих и служащих предприятий, учреждений и организаций на пятидневную рабочую неделю с двумя выходными днями», с этого времени в России окончательно днями отдыха закрепились суббота и воскресенье.
С XX века и в настоящее время преобладающей в мире является так называемая «английская неделя» с двумя нерабочими днями — субботой и воскресеньем. В большинстве стран мира воскресенье является официальным выходным днём. В частности это верно для всех стран Европы, Северной и Южной Америки. В некоторых странах, где официальной религией является ислам, а также в Израиле, воскресенье является обычным рабочим днём.

## Культурные традиции воскресенья

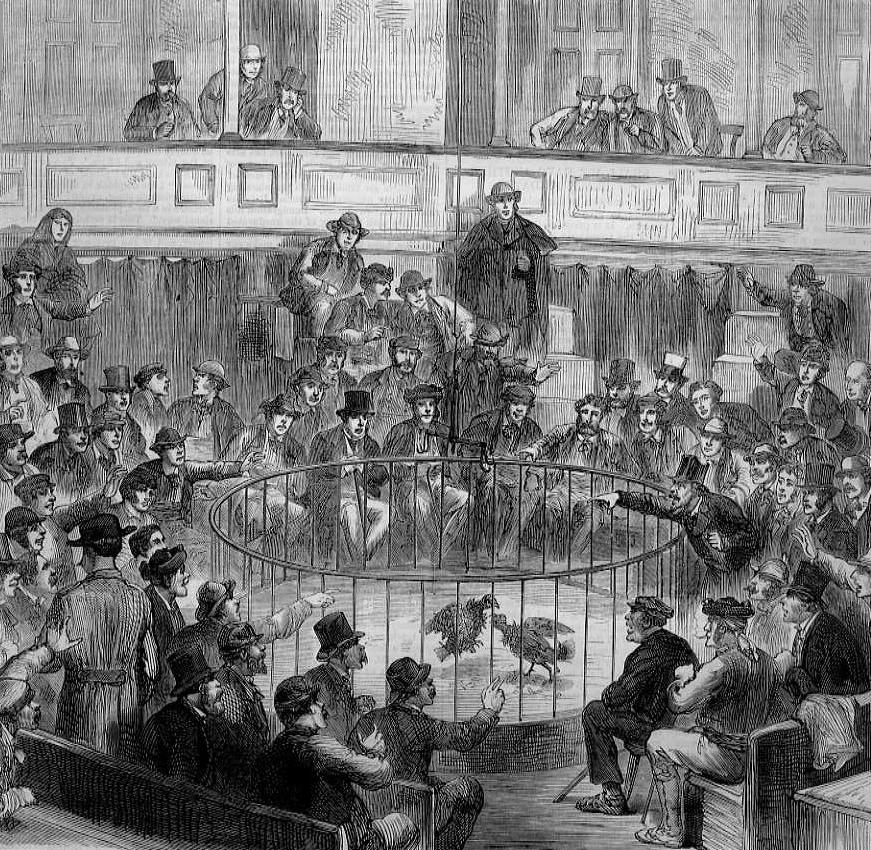
Воскресный петушиный бой в Мадриде, гравюра в «Harper’s Weekly», 1873 г.

В странах с христианской исторической традицией и находящихся под культурным влиянием Запада в воскресенье закрыто большинство правительственных учреждений. Частные фирмы и магазины в воскресенье также закрываются раньше, чем в другие дни недели.
В России парламентские и президентские выборы приурочены к воскресенью. Национальные и региональные выборы в Бельгии и Перу всегда проводятся в воскресенье.
Воскресный выпуск многих американских и британских ежедневных газет часто включает цветные комиксы, журнал-приложение и секцию купонов; или имеется «дочерняя газета», которая издаётся только по воскресеньям. Североамериканские радиостанции в воскресенье часто проигрывают специальные радиопостановки. В Великобритании существует традиция воскресных популярных шоу-программ, где берётся интервью у знаменитостей, выходящих на таких радиостанциях, как BBC Radio 1, и на коммерческих радиостанциях Independent Local Radio. Этот обычай берёт начало на Radio Luxembourg, когда его воскресное радиовещание в значительной степени состояло из торжественных и религиозных программ.
Главная лига бейсбола обычно намечает все игры на воскресенье. В некоторых традиционно религиозных городах, таких, как Бостон и Балтимор, игры проводятся не ранее 13:35, чтобы дать возможность посетителям христианских церквей, которые идут на утреннее богослужение, добраться до места игры вовремя. В Великобритании турниры по гольфу и матчи по регби обыкновенно проводятся воскресным утром на территории клубов или в парках. Чемпионаты мира по автогонкам Формула-1 всегда проводятся по воскресеньям независимо от страны.
Согласно тайскому солнечному календарю, с воскресеньем связан красный цвет.

## Воскресенье как мифический персонаж

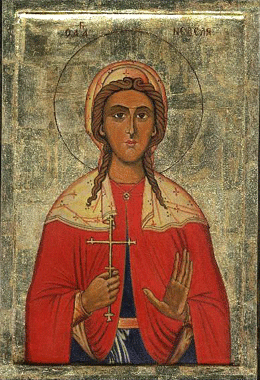
Икона Кириакии Никомедийской, персонифицированный образ «Недели» (воскресенья) в Болгарии, XIX век

Воскресенье (под именем Неделя) иногда олицетворяется в народных сказаниях: так, украинцы описывали его в виде молодой красивой женщины. Встречается часто в славянских и немецких сказках. Здесь воскресенье является под названием святой Недельки и святой Анастасии. Святая Неделька представляется обыкновенно под видом доброй женщины, которая своими советами и подарками помогает героям и героиням сказаний; поверье это было особенно популярно в Сербии, где думали, что «Неделя» есть святая жена, а «святая Петка» (образ пятницы) — её мать. В Болгарии ассоциировалась со святой Кириакией Никомедийской. Насколько поверье древнее, видно хотя бы из Паисиевского сборника, в котором помещено слово, обличающее обожание Недели и советующее чествовать не самый день, а соединяемую с ним память о воскресении Иисуса Христа.
Неделя сурово наказывает тех, кто работает по воскресеньям, особенно ткущих женщин, так, по преданию, одной из них в наказание она отрезала пальцы. Впрочем, если обстоятельства вынуждают к работе, то в случае, если у Бога попросят прощения, Неделя может даже помочь в нужде.

## События, произошедшие в воскресенье
- 9 (22) января 1905 Кровавое воскресенье,
- 22 июня 1941 года нападение Германии на СССР,
- Холодное воскресенье — метеорологический случай, имевший место 17 января 1982 года, когда беспрецедентно морозный воздух опустил температуру в Канаде и США до небывалых в истории наблюдений рекордно низких уровней.

## Воскресенье в именах и названиях
- Воскресная школа
- Воскресное чтение — журнал религиозно-нравственного характера, выходивший еженедельно с 1837 по 1912 год в Киеве[53].
- Воскресные беседы — издание Общества любителей духовного просвещения в Москве, первоначально задуманное как серия доступных для народа духовно-нравственных книг, затем выходило в виде четырёхстраничных еженедельных листков, с 1867 по 1906 год[54]
- Мрачное воскресенье (1933 год) — песня венгерского композитора Ре́жё Шереша об обречённости мира, ставшая международным хитом в исполнении различных исполнителей и заслужившая недобрую славу по числу самоубийств, совершённых после её прослушивания.

## Прочие сведения
- В субботу и воскресенье магнитное поле Земли незначительно изменяется по отношению к будним дням, что связано с падением интенсивности передачи электроэнергии[55].
- Некоторым животным, благодаря деятельности человека, оказался присущ недельный ритм жизни. Так, по выходным возрастает активность крыс, обитающих в производственных помещениях[55].
- Шавуот, еврейская Пятидесятница, для евреев-караимов всегда выпадает в воскресенье.